# NGC 599
NGC 599 este o galaxie lenticulară, posibil eliptică, situată în constelația Balena. A fost descoperită în 27 noiembrie 1785 de către William Herschel. De asemenea, a fost observată încă o dată în anul 1886 de către Frank Muller.